# 新阿山駅
新阿山駅（シナサンえき）は、朝鮮民主主義人民共和国咸鏡北道慶興郡に位置する朝鮮民主主義人民共和国鉄道省咸北線の駅である。

## 歴史
- 1929年11月16日：開業[1]。

## 隣の駅
朝鮮民主主義人民共和国鉄道省
咸北線
新乾駅 - 新阿山駅 - 松鶴駅